# Strażnica KOP „Ciecierowiec”
Strażnica KOP „Ciecierowiec” – zasadnicza jednostka organizacyjna Korpusu Ochrony Pogranicza pełniąca służbę ochronną na granicy polsko-sowieckiej.

## Formowanie i zmiany organizacyjne
W 1924, w składzie 2 Brygady Ochrony Pogranicza, został sformowany 9 batalion graniczny. W 1928 w skład batalionu wchodziło 13 strażnic. 84 strażnica KOP „Ciecierowiec”  w latach 1928 – 1939 znajdowała się w strukturze 1 kompanii KOP „Lubieniec”  batalionu KOP „Kleck” z pułku KOP „Snów”. Strażnica liczyła około 18 żołnierzy i rozmieszczona była przy linii granicznej z zadaniem bezpośredniej ochrony granicy państwowej.
W 1932 obsada strażnicy zakwaterowana była w budynku prywatnym. Strażnicę z macierzystą kompanią łączyła szosa długości 5 km.

## Służba graniczna

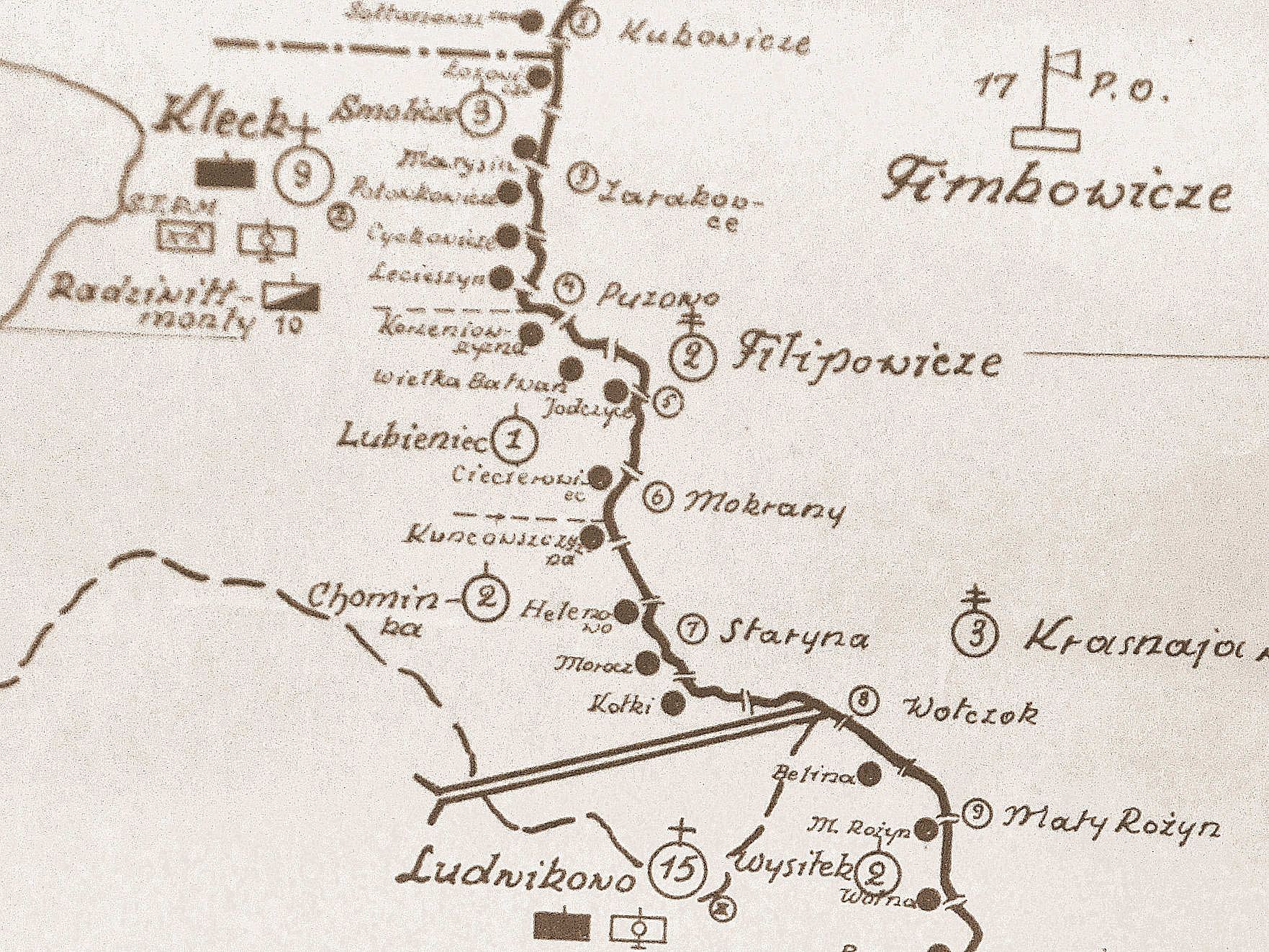
Rozmieszczenie batalionu KOP „Kleck” w 1931

Podstawową jednostką taktyczną Korpusu Ochrony Pogranicza przeznaczoną do pełnienia służby ochronnej był batalion graniczny. Odcinek batalionu dzielił się na pododcinki kompanii, a te z kolei na pododcinki strażnic, które były „zasadniczymi jednostkami pełniącymi służbę ochronną”, w sile półplutonu. Służba ochronna pełniona była systemem zmiennym, polegającym na stałym patrolowaniu strefy nadgranicznej, wystawianiu posterunków alarmowych, obserwacyjnych i kontrolnych stałych, patrolowaniu i organizowaniu zasadzek w miejscach rozpoznanych jako niebezpieczne, kontrolowaniu dokumentów i zatrzymywaniu osób podejrzanych, a także utrzymywaniu ścisłej łączności między oddziałami i władzami administracyjnymi. Strażnice KOP stanowiły pierwszy rzut ugrupowania kordonowego Korpusu Ochrony Pogranicza.
Strażnica KOP „Ciecierowiec” w 1932 ochraniała pododcinek granicy państwowej szerokości 3 kilometrów 438 metrów od słupa granicznego nr 922 do 926, a w 1938 pododcinek szerokości 4 kilometrów 850 metrów od słupa granicznego nr 916 do 926. Dnia 14 grudnia 1933r. został poświęcony nowy budynek strażnicy o czym pisał "Żołnierz Polski" nr 4 z dnia 1.02.1934r..
Sąsiednie strażnice:
- 83 strażnica KOP „Jodczyce” ⇔ 133 strażnica KOP „Kuncowszczyzna” - 1928[3], 1929[4], 1931[5] , 1932[6], 1934[7]
- 82 strażnica KOP „Wielka Bałwań” ⇔ 133 strażnica KOP „Kuncowszczyzna” - 1938[8]

## Walka o strażnicę w 1939
Rano 17 września 1939 pogranicznicy z 17 oddziału ochrony pogranicza NKWD zaatakowali strażnicę. Załoga strażnicy, zaskoczona atakiem, mając 1 zabitego i 1 rannego poddała się bez walki.